# سالاد میموزا
سالاد میموزا، یک سالاد روسی است که مواد اصلی آن پنیر، تخم مرغ، کنسرو تن ماهی، پیاز و سس مایونز است. سالاد میموزا به دلیل شباهت آن به گل‌های آکاسیای نقره‌ای که روی برف پراکنده شده است، این نام را به خود اختصاص داده است. پراکندگی زرده تخم مرغ آب‌پز روی سطح سالاد باعث ایجاد شباهت با گل‌های میموزا می‌شود. محبوبیت سالاد در اتحاد جماهیر شوروی (و امروزه در کشورهای پس از فروپاشی شوروی) منجر به پیدایش انواع مختلفی از دستور العمل‌ها شده است.

## آماده‌سازی
یک دستور کلاسیک این است که مواد را در یک کاسه قرار داده و بین لایه‌ها سس مایونز بریزید. مواد تشکیل دهنده عبارتند از:
- کنسرو ماهی، آبکش شده، استخوان زدایی شده، له شده. گونه‌های متداول عبارتند از: ماهی آزاد، سانما، ماهی خال خالی، یا قزل آلا[۳]
- پنیر، ریز خرد شده
- سفیده تخم مرغ آب‌پز، درشت رنده شده. گاهی از زرده تخم مرغ بدون سفیده استفاده می‌شود. گاهی از تخم مرغ کامل پخته شده استفاده می‌شود.[۴]
- زرده تخم مرغ آب‌پز، ریز خرد شده برای روی سالاد
- پیاز، ریز خرد شده
- سس مایونز

مواد بیشتر ممکن است شامل موارد زیر باشد:
- کره، درشت رنده شده
- سیب زمینی آب‌پز، درشت رنده شده
- هویج آب‌پز، درشت رنده شده

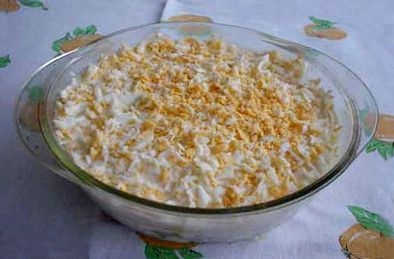
سالاد میموزا تزیین سنتی
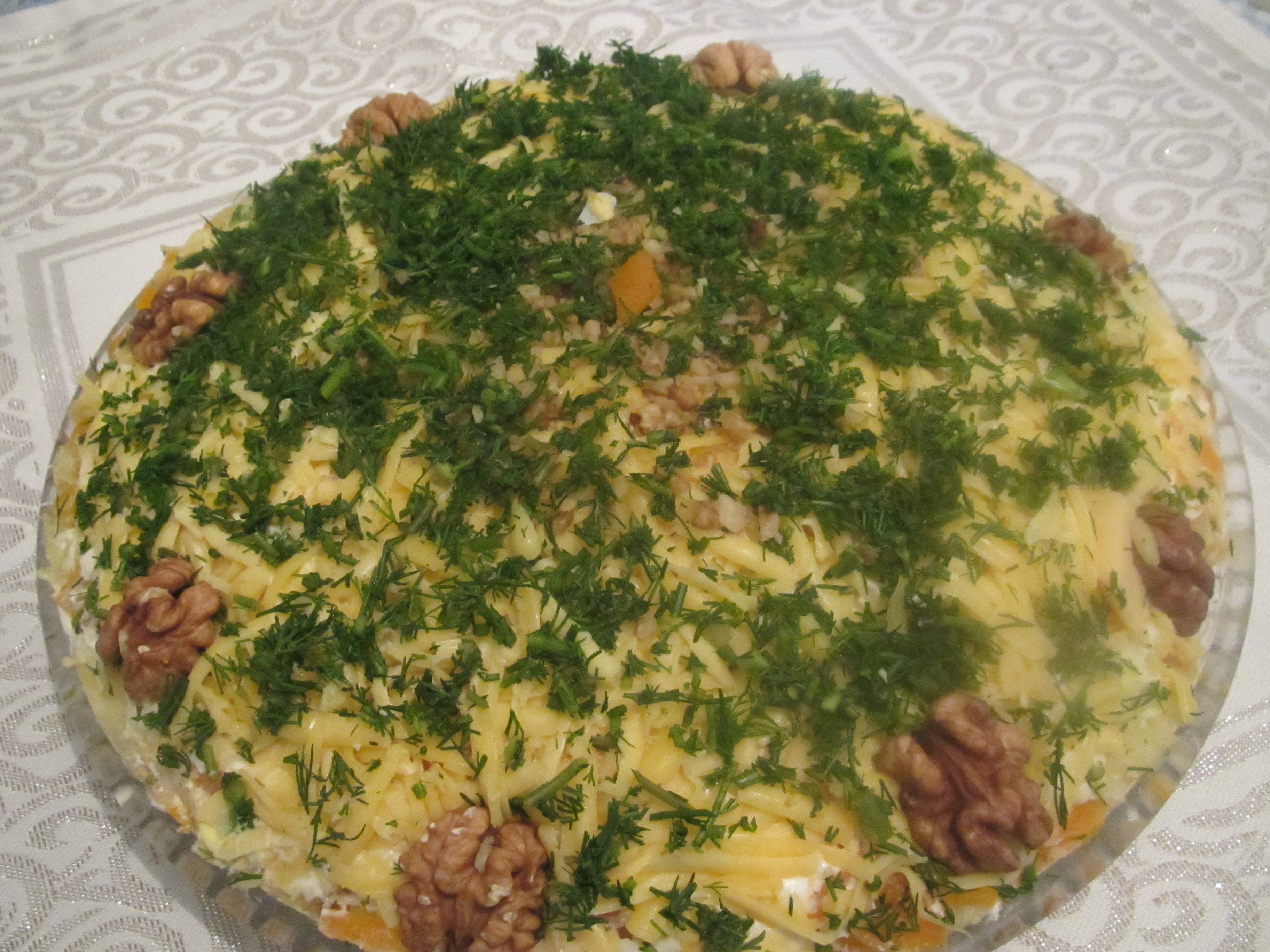
سالاد میموزا، تزئین شده با شوید
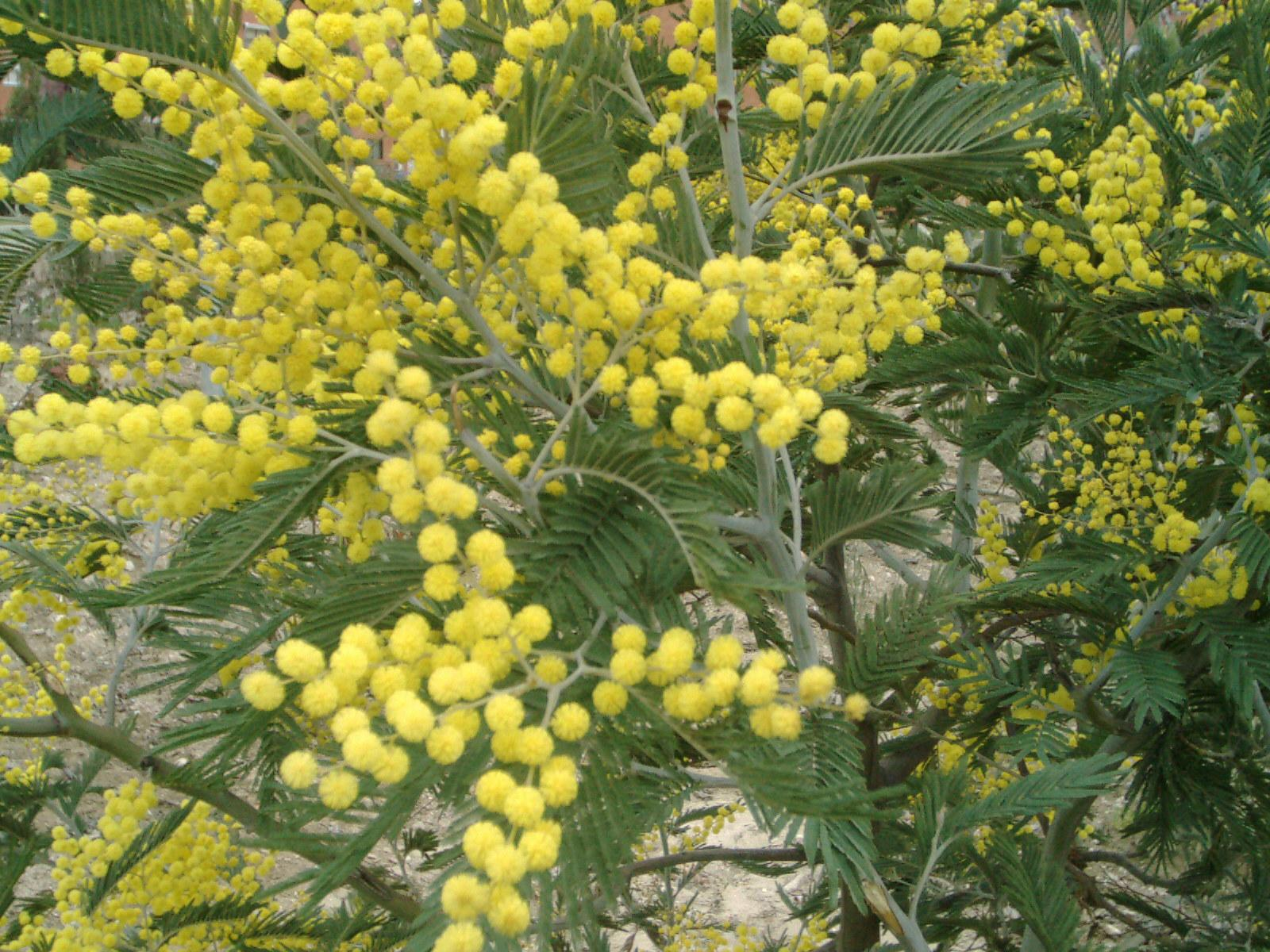
"میموزا" ( آکاسیای نقره‌ای )  نماد روز زن در روسیه